# El príncipe Baltasar Carlos a caballo
El retrato de El príncipe Baltasar Carlos a caballo fue pintado por Diego Velázquez en 1635 y se conserva en el Museo del Prado.
Velázquez había recibido el encargo de pintar una serie de retratos ecuestres que se destinarían al Salón de Reinos del palacio del Buen Retiro de Madrid. Allí se colgaron las obras con los retratos a caballo de Felipe IV y su esposa Isabel de Borbón. El hueco que quedaba entremedias de estas dos pinturas era la sobrepuerta del salón, para la cual pintó Velázquez el retrato del príncipe Baltasar Carlos, de un tamaño menor que los otros dos de sus padres.
El príncipe, de seis años, monta una jaca/ caballo obeso vista desde abajo, al estar destinado el cuadro a un lugar elevado, lo que produce una evidente deformación en el animal. El cuadro fue pintado con muy poco pigmento, extendido en capas casi transparentes aplicadas directamente sobre la preparación blanca, que queda a la vista en las montañas todavía nevadas. El príncipe y el caballo fueron pintados antes que el paisaje, de modo que su figura se recorta con nitidez.

## Descripción del cuadro
Esta pintura ofrece una brillantez de color muy superior a lo realizado por Velázquez hasta el momento. El príncipe aparenta en este retrato unos 5 o 6 años. Está erguido sobre su silla, al estilo de la monta española, en actitud de nobleza; en la mano derecha lleva la bengala propia de general que se le concede por su rango de príncipe real. Viste un jubón tejido de oro, un coleto, un calzón verde oscuro y adornado con oro, botas de ante, valona de encaje y sombrero negro con una pluma. De la figura del niño lo más destacable es la cabeza, un trabajo extraordinario que indica la madurez en el oficio. Los críticos sostienen que esta cabeza es una de las cumbres de la pintura de todos los tiempos.  El tono de la cara es pálido, el cabello es de un rubio que contrasta con el negro mate del chambergo. También destaca el gran sombrero de fieltro negro sobre la cabeza del Príncipe, que según estudios científicos de radiografía, se ha observado que es algo posterior a la primera idea de acabado del cuadro; algo muy propio en Velázquez, pero más que como un "arrepentimiento", se especula como un añadido solicitado por la Casa Real. Abundan los dorados con brillo: cabello del príncipe, correaje, silla de montar, mangas y flecos de la banda.
El caballo tiene un gran y desmesurado vientre si se le observa a poca distancia, pero hay que tener en cuenta que está pintado con la deformación de perspectiva adecuada al lugar donde iba a ir emplazado, en alto, sobre una puerta. Está presentado en corveta de 3/4, de manera que el espectador pueda ver sin dificultad la cabeza del pequeño jinete. Tiene una larga cola y crines que agita el viento.
El paisaje del fondo es clásico en Velázquez, sobre todo el cielo, que se ha dado en llamar cielo velazqueño. El pintor conocía bien esos parajes del Pardo y de la Sierra de Guadarrama. En este caso, el caballo está situado en una altura para dar pie así a la perspectiva del paisaje. A la izquierda se ve la sierra del Hoyo. La montaña nevada que se ve al fondo a la derecha es el pico de La Maliciosa; a su lado Cabeza de Hierro, todo en la Sierra de Guadarrama, visto desde el extremo norte de los montes del Pardo. Parece primavera a juzgar por los tonos verdes suaves de la vegetación.